# J.R. Reid
J.R. Reid, właśc. Herman Reid Jr. (ur. 31 marca 1968 w Virginia Beach) – amerykański koszykarz, występujący na pozycji silnego skrzydłowego, olimpijczyk, obecnie asystent trenera drużyny akademickiej .
W 1986 wystąpił w meczu gwiazd amerykańskich szkół średnich – McDonald’s All-American, w którym został nagrodzony tytułem MVP. Został wybrany najlepszym koszykarzem szkół średnich w Stanach Zjednoczonych (przez Gatorade, USA Today, Parade). Zaliczono go także do I składu najlepszych zawodników w kraju.
W 1996 wystąpił w filmie Eddie.

## Osiągnięcia
Na podstawie, o ile nie zaznaczono inaczej.
NCAA
- Uczestnik rozgrywek:
  - Elite 8 turnieju NCAA (1987, 1988)
  - Sweet 16 turnieju NCAA (1987–1989)
- Mistrz:
  - turnieju konferencji Atlantic Coast (ACC – 1989)
  - sezonu regularnego ACC (1987, 1988)
- MVP turnieju ACC (1989)[4]
- Najlepszy pierwszoroczny zawodnik ACC (1987)[5]
- Zaliczony do:
  - I składu:
    - All-American (1988)
    - All-ACC (1988)

  - III składu All-American (1989 przez NABC)

NBA
- Zaliczony do składu II skład debiutantów NBA (1990)[6]

Inne Drużynowe
- Mistrz Francji (1997)

Reprezentacja
- Brązowy medalista olimpijski (1988)[7]